# Isomerida albicollis
Isomerida albicollis är en skalbaggsart som först beskrevs av François Louis Nompar de Caumont de Laporte 1840.  Isomerida albicollis ingår i släktet Isomerida och familjen långhorningar. Inga underarter finns listade i Catalogue of Life.